# (73562) 2810 P-L
(73562) 2810 P-L – planetoida z pasa głównego asteroid okrążająca Słońce w ciągu 3,58 lat w średniej odległości 2,34 j.a. Odkryta 24 września 1960 roku.